# Sylwia Izabela Schab
Sylwia Izabela Schab – filolożka duńska, literaturoznawczyni, profesorka Uniwersytetu im. Adama Mickiewicza w Poznaniu, tłumaczka.

## Życiorys
Pracuje w Zakładzie Przekładu, Kultury i Literatur Skandynawskich w Katedrze Skandynawistyki Uniwersytetu im. Adama Mickiewicza w Poznaniu. Pracowała w Duńskim Instytucie Kultury w Poznaniu i w szkole językowej w duńskim Roskilde.
Współpomysłodawczyni i współorganizatorka poznańskiego festiwalu Pora na Skandynawię. Współtworzyła retrospektywy filmowe, m.in. kina islandzkiego, filmów z udziałem Asty Nielsen czy w reżyserii Sørena Kragh-Jacobsena podczas Letniej Akademii Filmowej w Zwierzyńcu. Autorka książki Dania. Tu mieszka spokój.

## Twórczość
- Dania. Tu mieszka spokój, Wydawnictwo Poznańskie, 2023, ISBN 978-83-67616-43-0.

### Przekłady
- Oliver Zahle, Kiełbaska nie chce jeść kolacji (tytuł oryg. Pølse vil ikke spise aftensmad), Wydawnictwo Frajda, 2023, ISBN 978-83-8280-509-3

- Oliver Zahle, Kiełbaska nie chce iść do przedszkola (tytuł oryg. Pølse vil ikke i børnehave), Wydawnictwo Frajda, 2023, ISBN 978-83-8280-760-8